# Erythroxylum nossibeense
Erythroxylum nossibeense är en tvåhjärtbladig växtart som beskrevs av Henri Ernest Baillon. Erythroxylum nossibeense ingår i släktet Erythroxylum och familjen Erythroxylaceae. Inga underarter finns listade i Catalogue of Life.